# 콜린 퍼스
콜린 앤드루 퍼스(영어: Colin Andrew Firth, CBE, 1960년 9월 10일~)는 잉글랜드의 배우이다. 퍼스가 출연한 영화 42편이 세계적으로 30억 달러 이상 수익을 올렸다. 그는 미국 아카데미상, 골든 글로브상, 두 번의 영국 아카데미 영화상(BAFTA), 세 번의 미국 배우 조합상, 베니스 국제 영화제 볼피컵 남우주연상을 수상하였다. 그가 가장 큰 주목을 받은 작품은 조지 6세를 연기한 영화 《킹스 스피치》로 미국 아카데미상 외에도 많은 시상식의 남우주연상을 수상하였고, 전세계적으로 4억 1,421만 1,549 달러의 흥행 수입을 기록했다.
퍼스는 1980년대 말 영국의 유망한 청춘 배우를 일컫는 "브릿 팩(Brit Pack)"의 구성원 중 한명으로, 1995년 TV 시리즈 《오만과 편견》의 "피츠윌리엄 다아시(Mr. Darcy)" 역할로 배우 경력에 큰 전환점을 맞게 되었다. 그밖의 이목을 끈 영화로는 《잉글리쉬 페이션트》, 《브리짓 존스의 일기》(영국 아카데미 영화상(BAFTA) 후보 지명), 《셰익스피어 인 러브》, 《러브 액츄얼리》에 출연하였다. 2009년 《싱글맨》으로 비평가들의 찬사를 받으며 영국 아카데미 영화상(BAFTA)에서 남우주연상을 수상하였고 미국 아카데미상 후보로 지명되었다.
2011년 그는 할리우드 명예의 거리에 입성하였고, 《타임》지에서 선정한 "올해의 100인"에 선정되었다. 그는 2007년 원체스터 대학에서 명예 박사학위와 2012년에는 런던시 자유상을 받았다. 퍼스는 원주민들의 인권을 보호하는 단체 "서바이벌 인터내셔널"의 구성원으로 그는 또한 망명 신청자 및 난민의 권리와 환경 문제에 대한 선거 운동을 하고 있다.

## 젊은 시절
퍼스는 햄프셔주 그레이숏(Grayshott)에서 교육자 부모 사이에서 태어났다. 그의 어머니 셜리 진 퍼스(옛 성씨는 롤즈)은 킹 앨프리드 칼리지(현 윈체스터 대학교)에서 비교종교학을 가르치는 교수였고, 그의 아버지 데이비드 노먼 루이스 퍼스는 킹 앨프리드 칼리지 역사학 조교수와 나이지리아 정부의 교육장으로 재직했다. 퍼스는 2남 1녀 중 첫째로 여동생 케이트 퍼스는 연극 배우 겸 보컬 코치이며, 남동생 조너선 퍼스는 배우로 활동하고 있다. 퍼스의 부모는 인도에서 성장했으며, 그의 외조부모는 회중 교회 목사였고, 그의 친조부는 성공회 성직자로 해외 선교 활동을 하였다. 퍼스는 부모의 일로 여러 지역을 이동했고, 나이지리아에 몇년간 거주했다.
그는 또한 만 11세때 미주리주 세인트루이스에서 살던 때를 “힘들었던 시기”라고 말한다. 가족은 다시 영국으로 돌아왔고, 그는 햄프셔주 윈체스터에 위치한 몽고메리 오브 알라메인 스쿨(중학교, 현재 킹스 스쿨)에 다녔다. 그는 외부인이라는 이유로 따돌림의 대상이었다. 이를 극복하기 위해 그는 지역 노동 계급의 햄프셔 악센트를 사용했는데, 학업에 대한 흥미의 부족에 영향을 미쳤다고 한다. 그가 만 14세가 된 무렵, 퍼스는 이전에 만 10세때부터 연극 워크샵을 참석했던 것을 계기로 배우가 되기로 결정했다. 그는 이후 인터뷰에서 “나는 학교를 좋아하지 않았다. 난 그냥 썩 좋지는 않고 따분하다고 생각했고 그들이 가르치는 것에 전혀 흥미를 느끼지 못했다.”라고 말했다. 그러나, 햄프셔 주 이스트레이에 위치한 바턴 페버릴 식스 팜 칼리지(고등학교)에 진학한 그는 교사 페니 에드워드의 열정적인 가르침 덕분에 영문학을 좋아하게 되었고, “바턴 페버릴에서의 2년 동안이 인생에서 행복한 순간이었다.”라고 말한다.
그는 이후 런던으로 처음 이동해 내셔널 유스 극장(National Youth Theatre)에 들어갔다. 거기서, 그는 영국 국립극장에서 의상 감수 일을 하며 연기와 병행하면서 세계의 많은 연기를 접했다. 그리고 그는 드라마 센터 런던(Drama Centre London)에서 공부했다.

## 개인사

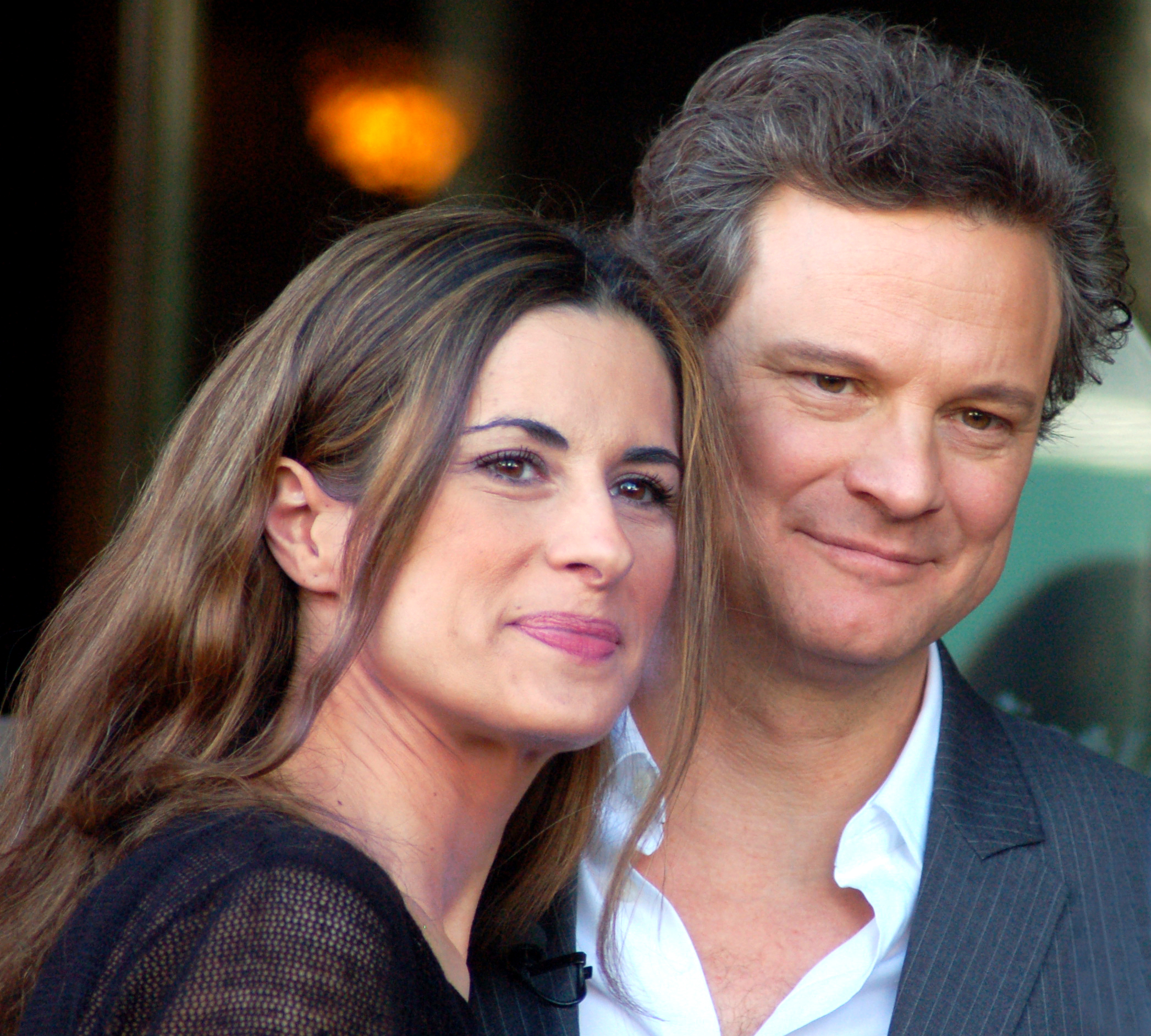
2011년 1월, 퍼스와 아내 리비아 퍼스.

퍼스는 《발몽》에서 같이 연기한 배우 메그 틸리와 1989년 동거를 시작해, 다음해 1990년 첫 아들 윌리엄 "윌" 조셉 퍼스가 태어났다. 이후 퍼스 가족은 캐나다의 브리티시컬럼비아주 로어메인랜드로 이주했다. 1994년 콜린 퍼스는 메그 틸리와 결별했고, 영국에 다시 돌아올 때까지 연기 일을 잠시 줄였다.
1997년, 퍼스는 9살 연하의 영화 제작자 겸 감독 리비아 퍼스(옛 성씨는 주졸리)와 재혼하였다. 두 사람은 현재 런던과 로마에 거주하고 있으며, 루카(2001년 출생)와 마테오(2003년 출생)라는 두 아들이 있다. 아내 리비아는 이탈리아인으로 퍼스도 어느정도로 유창하게 이탈리아어를 구사한다고 한다. 그들은 2019년에 별거를 발표했다. 그들은 몇 년 전에 개인적으로 별거를 했지만 화해했다.
퍼스는 2007년 10월 19일 원체스터 대학교로부터 명예 박사학위를 받았다.

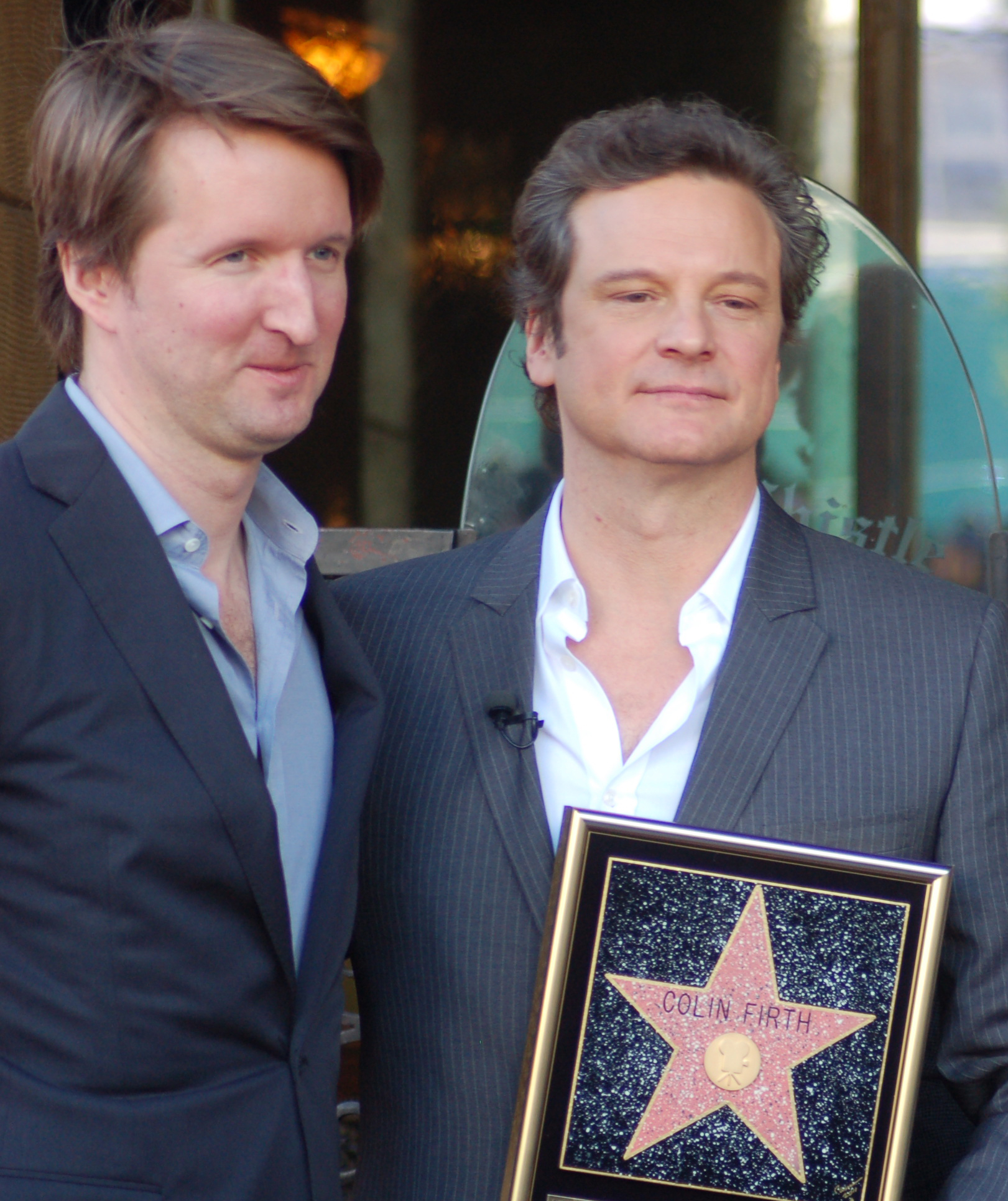
2011년 1월, 할리우드 명예의 거리 행사에서 톰 후퍼 감독과 후퍼

2011년 1월 13일 할리우드 명예의 거리에 2429번째 스타로 입성하였다. 2011년 4월, 《타임》지는 "세계에서 가장 영향력 있는 인물 100인" 중 한명으로 퍼스를 선정했다. 2011년 6월에 퍼스는 영화와 연극 무대에서의 뛰어난 공로를 인정받아 CBE 훈장 대상자로 선정되었고, 2012년 3월 8일에는 런던시 자유상을 받았다.

## 출연 작품

### 영화
| 년도      | 제목                                                                           | 역할                            | 참고                      |
| --------- | ------------------------------------------------------------------------------ | ------------------------------- | ------------------------- |
| 1984      | 어나더 컨트리                                                                  | 토미 주드                       |                           |
| 1985      | 1919                                                                           | 젊은 시절의 알렉산더 셰르바토브 |                           |
| 1986      | 잃어버린 제국 Lost Empires                                                     | 리처드 헌캐슬                   |                           |
| 1987      | 시골에서의 한 달 A Month in the Country                                        | 톰 버킨                         |                           |
| 1987      | 비밀의 화원 The Secret Garden                                                  | 콜린 크레븐                     |                           |
| 1988      | 포클랜드의 생과 사 Tumbledown                                                  | 로버트 로렌스                   |                           |
| 1989      | 아파트 제로                                                                    | 에이드리언 르덕                 |                           |
| 1989      | 발몽                                                                           | 발몽                            |                           |
| 1990      | 너무도 매력적인 여자 Femme Fatale                                              | 조지프 프린스                   |                           |
| 1990      | 명성의 날개 Wings of Fame                                                      | 브라이언 스미스                 |                           |
| 1991      | 아웃 오브 더 블루 Out of the Blue                                              | 알랜                            |                           |
| 1993      | 변호사 The Hour of the Pig                                                     | 리샤르 쿠르투아                 |                           |
| 1994      | 마스터 오브 더 무어 Master of the Moor                                         | 스티븐 월비                     |                           |
| 1994      | 플레이 메이커 Playmaker                                                        | 마이클 콘드론 / 로스 탈버트     |                           |
| 1995      | 단짝 친구들 Circle of Friends                                                  | 사이먼 웨스트워드               |                           |
| 1996      | 잉글리쉬 페이션트                                                              | 제프리 클리프턴                 |                           |
| 1997      | 천 에이커 A Thousand Acres                                                     | 제스 클라크                     |                           |
| 1997      | 피버 피치                                                                      | 폴 애슈워스                     |                           |
| 1998      | 셰익스피어 인 러브                                                             | 웨식스 경                       |                           |
| 1999      | 블랙애더: 백 앤 포스                                                           | 윌리엄 셰익스피어               | 단편 영화                 |
| 1999      | 지금까지의 내 인생 My Life So Far                                              | 에드워드 페티그루               |                           |
| 1999      | 여인들의 은밀한 웃음 The Secret Laughter of Women                              | 매슈 필드                       |                           |
| 2000      | 상대적 가치 Relative Values                                                    | 피터 잉글턴                     |                           |
| 2001      | 브리짓 존스의 일기                                                             | 마크 다시                       |                           |
| 2001      | 컨스피러시                                                                     | 빌헬름 슈투카르트               |                           |
| 2001      | 네가 어디 사는지 우리는 알고 있다 We Know Where You Live                       | 본인                            | 국제 앰네스티, 다큐멘터리 |
| 2002      | 진지함의 중요성 The Importance of Being Earnest                                | 잭 워딩                         |                           |
| 2003      | 진주 귀걸이를 한 소녀 Girl with a Pearl Earring                                | 요하네스 베르메르               |                           |
| 2003      | 홉 스프링스                                                                    | 콜린 웨어                       |                           |
| 2003      | 러브 액츄얼리                                                                  | 제이미 베넷트                   |                           |
| 2003      | 왓 어 걸 원츠                                                                  | 헨리 대시우드                   |                           |
| 2004      | 브리짓 존스의 일기: 열정과 애정                                                | 마크 다시                       |                           |
| 2004      | 트라우마                                                                       | 벤 슬라이터                     |                           |
| 2005      | 내니 맥피: 우리 유모는 마법사 Nanny McPhee                                     | 세드릭 브라운                   |                           |
| 2005      | 스위트 룸 Where the Truth Lies                                                 | 빈스 콜린스                     |                           |
| 2006      | 본 이퀄                                                                        | 마크 아미테이지                 |                           |
| 2006      | 축하 파티 Celebration                                                          | 러셀                            | 단편 영화                 |
| 2007      | 마지막 군단 The Last Legion                                                    | 아우렐리우스 안토니우스         |                           |
| 2007      | 아버지를 마지막으로 본 것은 언제입니까? And When Did You Last See Your Father? | 블레이크 모리슨                 |                           |
| 2007      | 덴 쉬 파운드 미                                                                | 프랭크                          |                           |
| 2007      | 세인트 트리니안스                                                              | 제프리 스웨이츠                 |                           |
| 2007      | 감옥에서의 삶 In Prison My Whole Life                                          | 본인                            | 다큐멘터리                |
| 2008      | 뉴욕은 언제나 사랑 중 The Accidental Husband                                   | 브래드 브래턴                   |                           |
| 2008      | 맘마 미아!                                                                     | 해리 브라이트                   |                           |
| 2008      | 이지 버츄                                                                      | 짐 휘터커                       |                           |
| 2008      | 제노바                                                                         | 조                              |                           |
| 2009      | 크리스마스 캐롤                                                                | 프레드                          | 목소리 출연               |
| 2009      | 도리언 그레이                                                                  | 헨리 워튼 경                    |                           |
| 2009      | 싱글 맨                                                                        | 조지 폴커너                     |                           |
| 2009      | 세인트 트리니안스 2: 프리튼 교장의 황금 전설                                   | 제프리 스웨이츠                 |                           |
| 2010      | 킹스 스피치                                                                    | 조지 6세                        |                           |
| 2010      | 메인 스트리트                                                                  | 거스 리로이                     |                           |
| 2010      | 스티브                                                                         | 스티브                          |                           |
| 2011      | 팅커 테일러 솔저 스파이                                                        | 빌 헤이든                       |                           |
| 2012      | 스타즈 인 쇼츠                                                                 | 스티브                          |                           |
| 2012      | 갬빗                                                                           | 해리 딘                         |                           |
| 2013      | 아서 뉴먼 Arthur Newman, Golf Pro                                              | 아서 뉴먼                       |                           |
| 2014      | 레일웨이 맨                                                                    | 에릭 로맥스                     |                           |
| 2014      | 데블스 놋                                                                      | 론 랙스                         |                           |
| 2014      | 매직 인 더 문라이트                                                            | 스탠리 / 웨이 린 수             |                           |
| 2014      | 내가 잠들기 전에                                                               | 벤 루커스                       |                           |
| 2015      | 킹스맨: 시크릿 에이전트                                                        | 해리 하트 / 갤러해드            |                           |
| 2015      | 아이 인 더 스카이                                                              |                                 | 프로듀서                  |
| 2016      | 지니어스                                                                       | 맥스웰 퍼킨스                   |                           |
| 2016      | 러빙                                                                           |                                 | 프로듀서                  |
| 2016      | 브리짓 존스의 베이비                                                           | 마크 다시                       |                           |
| 2017      | 킹스맨: 골든 서클                                                              | 해리 하트                       |                           |
| 2018      | 행복한 왕자                                                                    | 레기 터너                       |                           |
| 2018      | 더 머시                                                                        | 도날드 크로허스트               |                           |
| 2018      | 맘마미아! 2                                                                    | 해리 브라이트                   |                           |
| 2018      | 메리 포핀스 리턴즈                                                             | 윌리엄 웨더럴 윌킨스            |                           |
| 2019      | 1917                                                                           | 에린 무어                       |                           |
| 2020      | 시크릿 가든                                                                    | 아치 볼드 크레이븐 경           |                           |
| 2020      | 슈퍼노바                                                                       | 샘                              |                           |
| 2021      | 마더링 선데이                                                                  | 고드프리 니븐 씨                |                           |
| 2022      | 빛의 시네마                                                                    | 도널드 엘리스                   |                           |
| 2022      | 민스미트 작전                                                                  | 유언 몬터규                     |                           |
| 2023      | 바비                                                                           | 다시 씨                         |                           |
| 2025      | 브리짓 존스의 일기: 뉴 챕터                                                    | 마크 다시                       |                           |
| 발표 예정 | 쿠르스크                                                                       | 데이비드 러셀                   | 제작 후반                 |

### 텔레비전
| 년도 | 제목                                                   | 역할                  | 참고                |
| ---- | ------------------------------------------------------ | --------------------- | ------------------- |
| 1984 | 카미유                                                 | 으라망 듀발           | 텔레비전 영화       |
| 1985 | 네덜란드 소녀들 Dutch Girls                            | 네일 트루러브         | 텔레비전 영화       |
| 1987 | 펫 호비 Pat Hobby: Teamed with Genius                  | 러네이 윌콕스         | PBS 단편 스페셜     |
| 1993 | 인질들 Hostages                                        | 존 매카시             | HBO 텔레비전 드라마 |
| 1994 | 깊고 푸른 바다 The Deep Blue Sea                       | 프레디 페이지         | 텔레비전 드라마     |
| 1995 | 오만과 편견 Pride and Prejudice                        | 피츠윌리엄 다시       | 텔레비전 드라마     |
| 1995 | 홀로이드 부인의 과부 되기 The Widowing of Mrs. Holroyd | 찰스 홀로이드         | BBC 텔레비전 드라마 |
| 1997 | 노스트로모                                             | 찰스 굴드             | 텔레비전 드라마     |
| 1999 | 도노반 퀵                                              | 도노반 퀸 / 대니얼 퀸 | 텔레비전 영화       |
| 1999 | 나사의 회전 The Turn of the Screw                      | 마스터                | 텔레비전 드라마     |
| 2001 | 포플레이                                               | 엘렌 포트랜드         | HBO 텔레비전 영화   |
| 2017 | 레드 노즈 데이 액츄얼리                                | 제이미                | 텔레비전 단편 영화  |
| 2022 | 스테어케이스                                           | 마이클 피터슨         | HBO 텔레비전 드라마 |

### 연극
| 년도 | 제목                                     | 역할          | 참고 |
| ---- | ---------------------------------------- | ------------- | ---- |
| 1983 | 어나더 컨트리                            | 가이 베넷     |      |
| 1984 | 닥터의 딜레마                            | 루이스 듀베댓 |      |
| 1985 | 외로운 길 The Lonely Road                | 펠리스        |      |
| 1987 | 느릅나무 밑의 욕망 Desire Under the Elms | 에벤          |      |
| 1991 | 관리인 The Caretaker                     | 애스턴        |      |
| 1993 | 차스키                                   | 차스키        |      |
| 1999 | 3일간의 비                               | 워커 / 네드   |      |

## 서훈
- 2011년 대영 제국 훈장 3등급(CBE) 수훈[1][29]